# Montacargas de células de combustible.

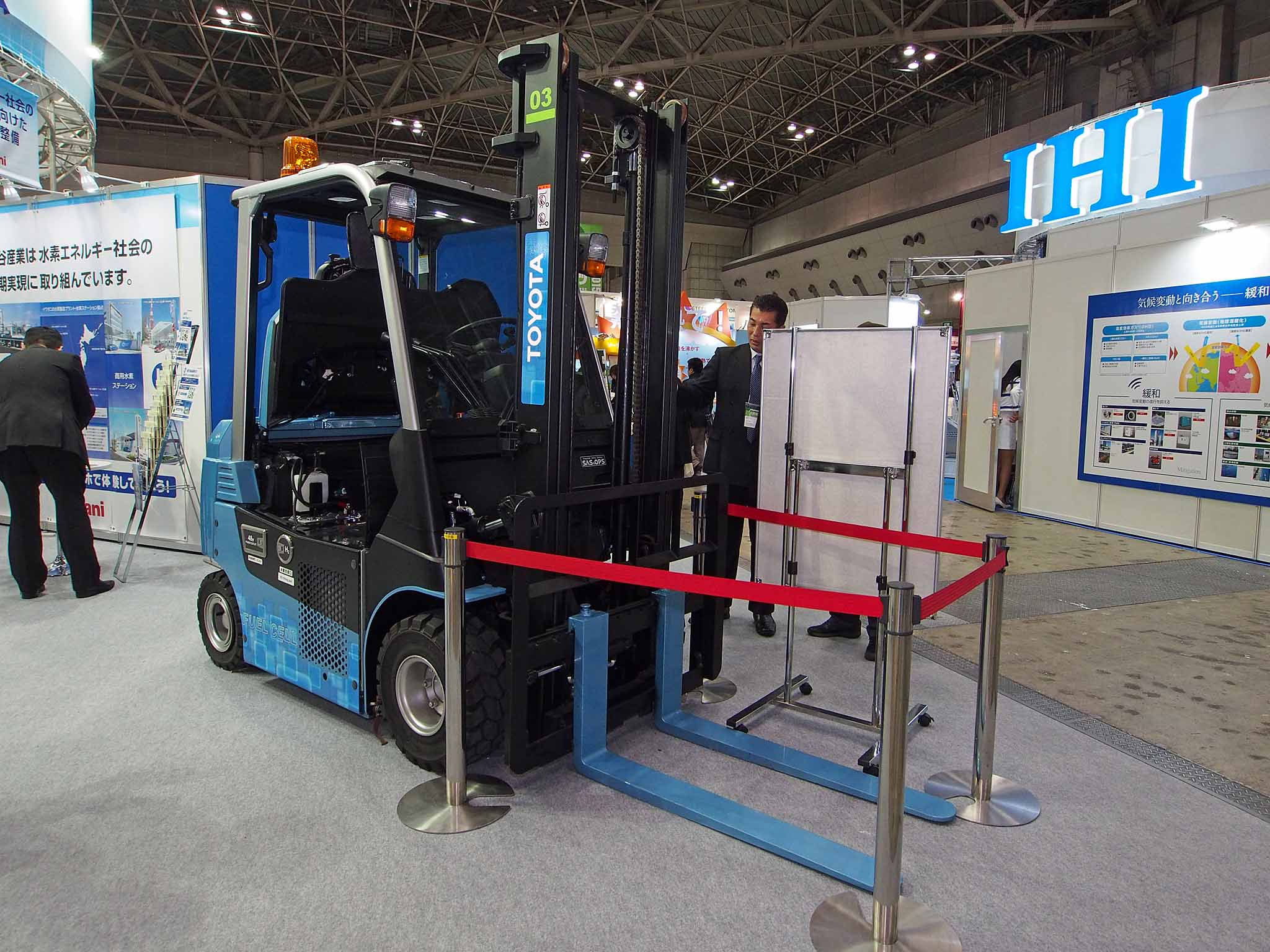
Carretilla elevadora de pila de combustible Toyota L&F, expuesta en Eco-Products 2015.

Una carretilla elevadora de pila de combustible (también llamada carretilla elevadora de pila de combustible) es una carretilla elevadora industrial propulsada por pila de combustible que se utiliza para levantar y transportar materiales.

## Historia
1960 – "Allis-Chalmers construye la primera carretilla elevadora de pila de combustible".

## Mercado
En 2013, se utilizaron más de 4000 carretillas elevadoras de pila de combustible en el manejo de materiales en los Estados Unidos. En 2024, aproximadamente 50.000 carretillas elevadoras de hidrógeno están en funcionamiento en todo el mundo (la mayor parte de las cuales se encuentran en los EE. UU.), en comparación con 1,2 millones de carretillas elevadoras eléctricas de batería que se compraron en 2021.

## Usos
Las carretillas elevadoras de pila de combustible PEM ofrecen ventajas sobre las carretillas elevadoras de petróleo, ya que no producen emisiones locales. Si bien los montacargas de gas LP (propano) son más populares y se usan con frecuencia en interiores, no pueden adaptarse a ciertas aplicaciones del sector alimentario. Eficiencia energética de la pila de combustible (40-50%) es aproximadamente la mitad que las baterías de iones de litio (80–90%), pero tienen una mayor densidad de energía que puede permitir que los montacargas funcionen por más tiempo. Las carretillas elevadoras que funcionan con pilas de combustible se utilizan a menudo en almacenes frigoríficos, ya que su rendimiento no se ve tan afectado por la temperatura como algunos tipos de baterías de litio. La mayoría de las pilas de combustible utilizadas para la manipulación de materiales funcionan con pilas de combustible PEM, aunque están apareciendo en el mercado algunas carretillas elevadoras DMFC. En cuanto al diseño, las unidades FC a menudo se fabrican como reemplazos directos.

## Investigación
- 2013 – Toyota Industries (Toyota Shokki) presentó una nueva carretilla elevadora propulsada por pila de combustible, desarrollada conjuntamente con Toyoda Gosei Co., Ltd.[9]
- 2015 – HySA Systems (UWC) presentó una carretilla elevadora propulsada por pila de combustible que utiliza una estación de repostaje basada en hidruros metálicos. El cliente era Implats, una empresa minera de Sudáfrica. Este fue el primer proyecto de este tipo en el continente africano.

## Estándares
SAE J 2601/3 - SAE J 2601/3 - Protocolos de abastecimiento de combustible para montacargas industriales impulsados por hidrógeno gaseoso